# Autovehicul
Autovehiculul este un vehicul echipat cu motor în scopul deplasării pe drum. Troleibuzele și tractoarele rutiere sunt considerate autovehicule. Mopedele, vehiculele care se deplasează pe șine, denumite tramvaie, tractoarele folosite în exploatările agricole și forestiere, precum și vehiculele pentru efectuarea de servicii sau lucrări, care se deplasează numai ocazional pe drumul public, nu sunt considerate autovehicule.
La începutul anului 2010, în lume erau mai mult de un miliard de autovehicule, cu excepția vehiculelor de teren și a mașinilor grele de construcție. Statistica la nivel global de vehicule pe cap de locuitor în 2010 a fost de 148 de vehicule la 1000 de persoane. În Statele Unite ale Americii pentru anul 2014 s-a înregistat cel mai mare număr de autovehicule (258 milioane) din lume. Numărul de vehicole pe cap de locuitori în SUA este, de asemenea, este cel mai mare din lume, cu 769 de vehicule la 1000 de persoane. China este a doua țară cu cel mai mare număr de autovehicole din lume, cu puțin peste 78 de milioane de vehicule, iar în 2009 a devenit cea mai mare piață auto din lume.

## Categorii de autovehicule
Iată cum sunt împărțite pe categorii autovehiculele conform codului rutier românesc. Denumirea categoriei corespunde și tipului de permis de conducere necesar conducerii acestora.
CATEGORIA A: motocicleta cu sau fără ataș, având un motor cu ardere internă ce dezvoltă o putere mai mare de 15 kW, iar raportul putere/masă este mai mare de 0,2 kW/kg;
CATEGORIA B:
1. autovehiculul a cărui masă totală maximă autorizată nu depășește 3.500 kg și al cărui număr de locuri pe scaune, în afara conducătorului, nu este mai mare de 8;
2. ansamblul format dintr-un autovehicul trăgător din categoria B și o remorcă a cărei masă totală maximă autorizată nu depășește 750 kg, iar masa totală maximă autorizată a ansamblului nu depășește 4.250 kg;
CATEGORIA BE:
1. ansamblul format dintr-un autovehicul trăgător din categoria B si o remorcă a cărei masă totală maximă autorizată depășește 750 kg, iar masa totală maxim autorizată a întregului ansamblu depășește 4.250 kg;
2. ansamblul format dintr-un autovehicul trăgător din categoria B și o remorcă sau semiremorcă a cărei masă totală maximă autorizată nu depășește 3.500 kg.
CATEGORIA C:
1. autovehiculul, altul decât cel din categoria D, a cărui masă totală maximă autorizată este mai mare de 3.500 kg;
2. ansamblul format dintr-un autovehicul din categoria C și o remorcă a cărei masă totală maximă autorizată nu depășește 750 kg;
CATEGORIA CE: ansamblul de vehicule constând dintr-un autovehicul trăgător din categoria C și o remorcă a cărei masă totală maximă autorizată este mai mare de 750 kg;
CATEGORIA D: autovehiculul destinat transportului de persoane având mai mult de 8 locuri pe scaune, în afara locului conducătorului. Autovehiculul din această categorie i se poate atașa o remorcă a cărei masă totală maximă autorizată nu depășește 750 kg;
CATEGORIA DE: ansamblul de vehicule constând dintr-un autovehicul trăgător din categoria D și o remorcă a cărei masă totală maximă autorizată este mai mare de 750 kg. Remorca nu trebuie să fie destinată transportului de persoane;
CATEGORIA Tr: tractor și mașină autopropulsată pentru lucrări;
CATEGORIA Tb: troleibuz;
CATEGORIA Tv: tramvai;
CATEGORIA AM: moped, sau triciclu cu o capacitate cilindrică maximă de 50 cm3 și o putere care nu depășește 4 kW, iar masa proprie a acestuia nu depășește 350 kg;
CATEGORIA A1: motocicleta ușoară cu o capacitate cilindrică care nu depășeste 125 cm3 și o putere care nu depășește 11 kW și un raport putere/masă de maxim 0,1 kW/kg;
CATEGORIA A2: motocicleta cu o capacitate cilindrică ce depășește 125 cm3 și o putere ce depășește 15 kW, dar nu este mai mare de 35 de kW și un raport putere/masă de maxim 0,2 kW/kg și nu este derivat dintr-un vehicul având mai mult de dublul puterii sale;
CATEGORIA B1: autovehiculul cu trei sau patru roți având masa proprie peste 400 kg, dar nu mai mare de 550 kg, și echipat cu un motor cu ardere internă cu capacitate cilindrică mai mare de 45 cm3 sau cu orice alt motor cu o putere echivalentă ori cu viteza prin construcție mai mare de 50 km/h;
CATEGORIA C1: autovehiculul, altul decât cel din categoria D, a cărui masă totală maximă autorizată este de peste 3.500 kg, dar nu mai mare de 7.500 kg.
Autovehiculului din această categorie i se poate atașa o remorcă a cărei masă totală maximă autorizată nu depășeste 750 kg;
CATEGORIA C1E: ansamblul de vehicule constând dintr-un autovehicul trăgător din subcategoria C1 și o remorcă a cărei masă totală maximă autorizată este mai mare de 750 kg, cu condiția ca masa totală maximă autorizată a ansamblului să nu depășească 12.000 kg, iar masa totală maximă autorizată a remorcii să nu depășească masa proprie a autovehiculului trăgător;
CATEGORIA D1:
1. autovehiculul destinat transportului de persoane având cel putin 9 locuri pe scaune, dar nu mai mult de 16, în afara locului conducătorului;
2. ansamblul de vehicule format dintr-un autovehicul trăgător din subcategoria D1 și o remorcă a cărei masă totală maximă autorizată nu depășește 750 kg;
CATEGORIA D1E: ansamblul de vehicule constând dintr-un autovehicul trăgător din subcategoria D1 și o remorcă a cărei masă totală maximă autorizată este mai mare de 750 kg, cu condiția ca masa totală maximă autorizată a ansamblului să nu depășească 12.000 kg, iar masa totală maximă autorizată a remorcii să nu depășească masa proprie a autovehiculului trăgător.
Remorca nu trebuie să fie destinată transportului de persoane.

## Statistici
În anul 2010, numărul mașinilor înscrise în circulație la nivel global – autoturisme, utilitare, camioane, autobuze – a depășit, pentru prima dată în istorie, pragul de un miliard, ajungând la 1,015 miliarde.
Cele mai multe dintre acestea erau înregistrate în Statele Unite ale Americii - 239,8 milioane de unități.
Pe locul doi se afla China, cu 73,9 milioane de unități.
Următorul tabel rezumă evoluția înregistrărilor vehiculelor în lume în perioada 1960 - 2012:
| Evoluția istorică a înregistrărilor autovehiculelor la nivel mondial 1960-2012 (mii) | Evoluția istorică a înregistrărilor autovehiculelor la nivel mondial 1960-2012 (mii) | Evoluția istorică a înregistrărilor autovehiculelor la nivel mondial 1960-2012 (mii) | Evoluția istorică a înregistrărilor autovehiculelor la nivel mondial 1960-2012 (mii) | Evoluția istorică a înregistrărilor autovehiculelor la nivel mondial 1960-2012 (mii) | Evoluția istorică a înregistrărilor autovehiculelor la nivel mondial 1960-2012 (mii) | Evoluția istorică a înregistrărilor autovehiculelor la nivel mondial 1960-2012 (mii) | Evoluția istorică a înregistrărilor autovehiculelor la nivel mondial 1960-2012 (mii) | Evoluția istorică a înregistrărilor autovehiculelor la nivel mondial 1960-2012 (mii) | Evoluția istorică a înregistrărilor autovehiculelor la nivel mondial 1960-2012 (mii) | Evoluția istorică a înregistrărilor autovehiculelor la nivel mondial 1960-2012 (mii) |
| Tipul vehiculului | 1960                                                                                 | 1970                                                                                 | 1980                                                                                 | 1990                                                                                 | 2000                                                                                 | 2005                                                                                 | 2009                                                                                 | 2010                                                                                 | 2012                                                                                 | 2014                                                                                 |
| --- | ------------------------------------------------------------------------------------ | ------------------------------------------------------------------------------------ | ------------------------------------------------------------------------------------ | ------------------------------------------------------------------------------------ | ------------------------------------------------------------------------------------ | ------------------------------------------------------------------------------------ | ------------------------------------------------------------------------------------ | ------------------------------------------------------------------------------------ | ------------------------------------------------------------------------------------ | ------------------------------------------------------------------------------------ |
| Înmatriculări auto(1) | 98,305                                                                               | 193,479                                                                              | 320,390                                                                              | 444,900                                                                              | 548,558                                                                              | 617,914                                                                              | 684,570                                                                              | 723,567                                                                              | 774,145                                                                              | 884,382                                                                              |
| Înmatriculări de camioane și autobuze | 28,583                                                                               | 52,899                                                                               | 90,592                                                                               | 138,082                                                                              | 203,272                                                                              | 245,798                                                                              | 295,115                                                                              | 309,395                                                                              | 341,235                                                                              | 323,623                                                                              |
| Totalul mondial | 126,888                                                                              | 246,378                                                                              | 410,982                                                                              | 582,982                                                                              | 751,830                                                                              | 863,712                                                                              | 979,685                                                                              | 1,032,962                                                                            | 1,115,380                                                                            | 1,208,005                                                                            |
| Notă (1) Înmatriculările de mașini nu includ camioanele ușoare din SUA (SUV-uri, minivan-uri și pickup-uri) care sunt utilizate pentru călătorii personale. Aceste vehicule sunt înregistrate printre camioane. |                                                                                      |                                                                                      |                                                                                      |                                                                                      |                                                                                      |                                                                                      |                                                                                      |                                                                                      |                                                                                      |                                                                                      |